# Pterella chaetotarsa
Pterella chaetotarsa är en tvåvingeart som beskrevs av Boris Borisovitsch Rohdendorf och Yu. G. Verves 1980. Pterella chaetotarsa ingår i släktet Pterella och familjen köttflugor.
Artens utbredningsområde är Mongoliet. Inga underarter finns listade i Catalogue of Life.